# Reichenhaus
Reichenhaus ist eine Ortschaft in der Gemeinde Gurk im Bezirk St. Veit an der Glan in Kärnten. Die Ortschaft hat 40 Einwohner (Stand 1. Jänner 2024).

## Lage
Die Ortschaft liegt auf dem Gebiet der Katastralgemeinde Gurk. Sie umfasst die Gebäude am Talboden des Gurktals zwischen der Westgrenze der Gemeinde Gurk und dem Gemeindehauptort Gurk und erstreckt sich über etwa 2½ km Länge.
Zur Ortschaft gehören linksseitig der Gurk verstreut unterhalb der ehemaligen Burg die Häuser vulgo Neumann (Nr. 1; im Franziszeischen Kataster noch als Wasenmeister benannt, der bezeichnenderweise am äußersten Rand der Gemeinde lag), Konraderkeusche (Nr. 2), Holzer (Nr. 5) und Prosegger (Nr. 6), weiter im Osten Kranabeth (Nr. 7) und bei der Mündung des Draschelbachs die Siedlung Draschelbach, die die Häuser Draschelhof (Nr. 10 und Nr. 11), Schusterkeusche (Nr. 15) und Lichtenhain (Nr. 20) umfasst. Rechtsseitig der Gurk bzw. schattseitig im Tal befinden sich die Häuser vulgo Tamegger (Nr. 3; außerdem befand sich früher in der Nähe an der Gurk die Tameggermühle), Zechner (Nr. 9; samt einem Wirtschaftsgebäude am Standort des ehemaligen Obersteiner), Strutz (Nr. 13) und Untere Debriacherhube (Nr. 14 und Nr. 16).
Abgekommen sind die Höfe Zeggale (Nr. 17), Oberer Debriacher und Ebnerkeusche, ehemals allesamt hoch am Hang in Richtung Pisweg, unweit von Glanz gelegen.

## Geschichte

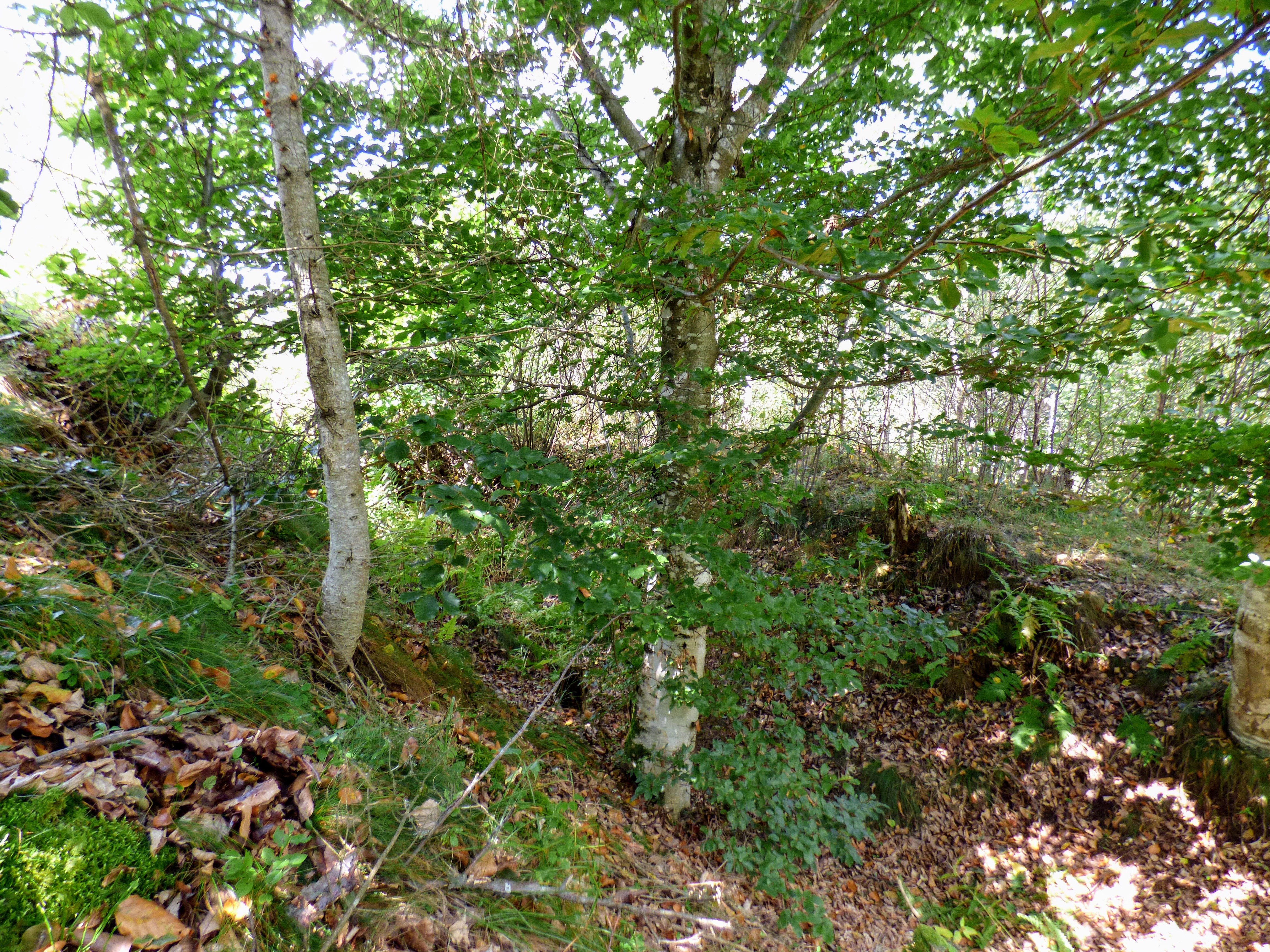
Graben der Burg Prosenstein

Vom 12. bis zum 14. Jahrhundert wird die Burg Prosenstein bzw. Reichenhaus urkundlich erwähnt, von der heute außer zwei flachen Gräben um eine bewaldete Kuppe kaum mehr etwas erhalten ist.
Zunächst auf dem Gebiet der Steuergemeinde Straßburg Land gelegen, kam die Ortschaft Reichenhaus bei Gründung der Ortsgemeinden Mitte des 19. Jahrhunderts an die Stadtgemeinde Straßburg. 1925 wurde der Ort an die Gemeinde Gurk abgetreten; gleichzeitig wurden die Katastralgemeindegrenzen geändert, wodurch der Ort seither in der Katastralgemeinde Gurk liegt.

## Bevölkerungsentwicklung
Für die Ortschaft ermittelte man folgende Einwohnerzahlen:
- 1869: 17 Häuser, 133 Einwohner[2]
- 1880: 20 Häuser, 135 Einwohner[3]
- 1890: 14 Häuser, 123 Einwohner[4]
- 1900: 15 Häuser, 139 Einwohner[5]
- 1910: 15 Häuser, 139 Einwohner[6]
- 1923: 15 Häuser, 149 Einwohner[7]
- 1934: 123 Einwohner[8]
- 1961: 12 Häuser, 84 Einwohner[9]
- 2001: 17 Gebäude (davon 11 mit Hauptwohnsitz) mit 18 Wohnungen; 47 Einwohner und 9 Nebenwohnsitzfälle; 13 Haushalte; 2 Arbeitsstätten, 8 land- und forstwirtschaftliche Betriebe[10]
- 2011: 14 Gebäude, 44 Einwohner, 13 Haushalte, 2 Arbeitsstätten[11]
- 2021: 17 Gebäude, 30 Einwohner, 16 Haushalte, 11 Arbeitsstätten[12]

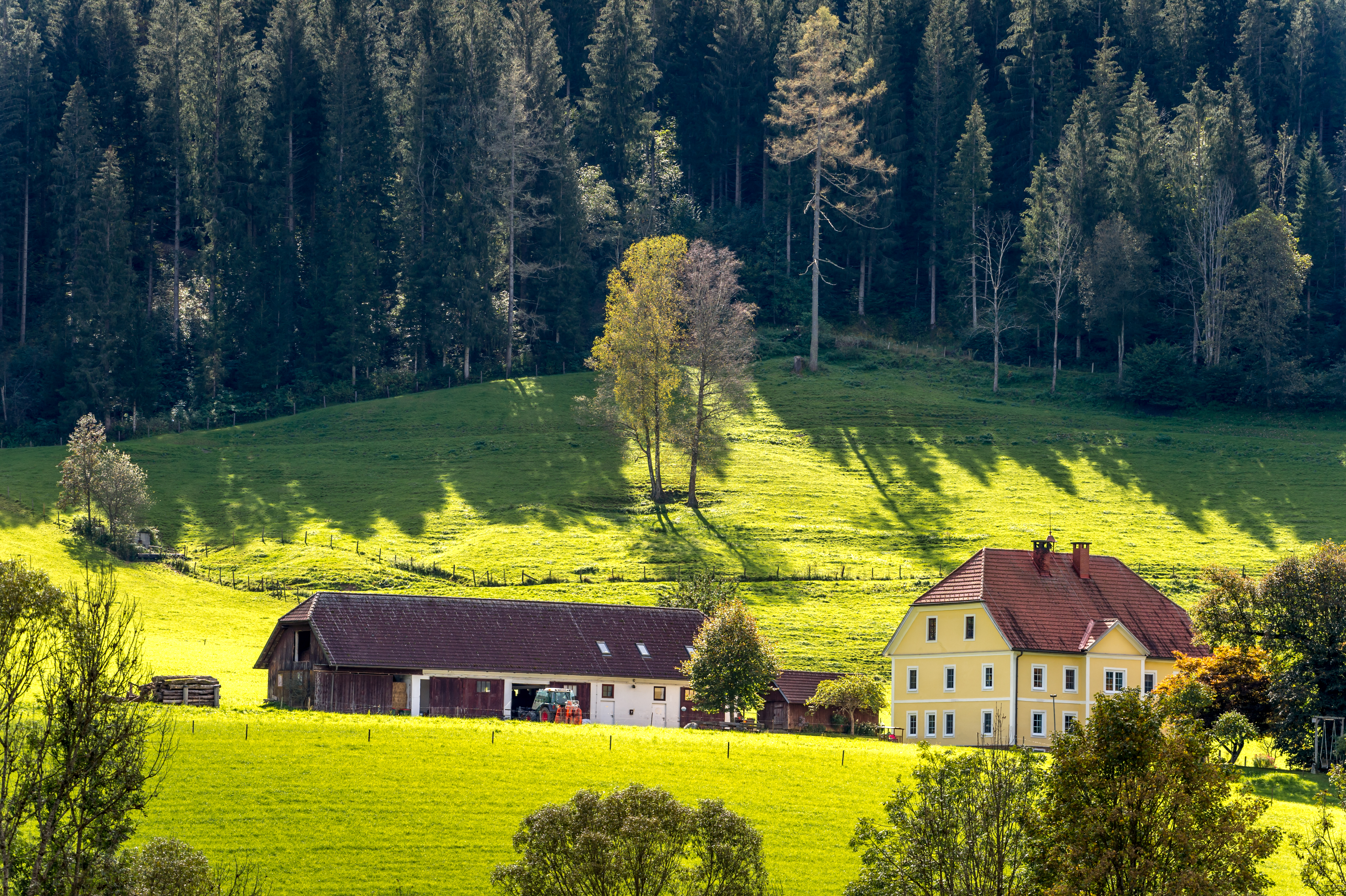
Reichenhaus Nr. 16 vulgo Untere Debriacherhube
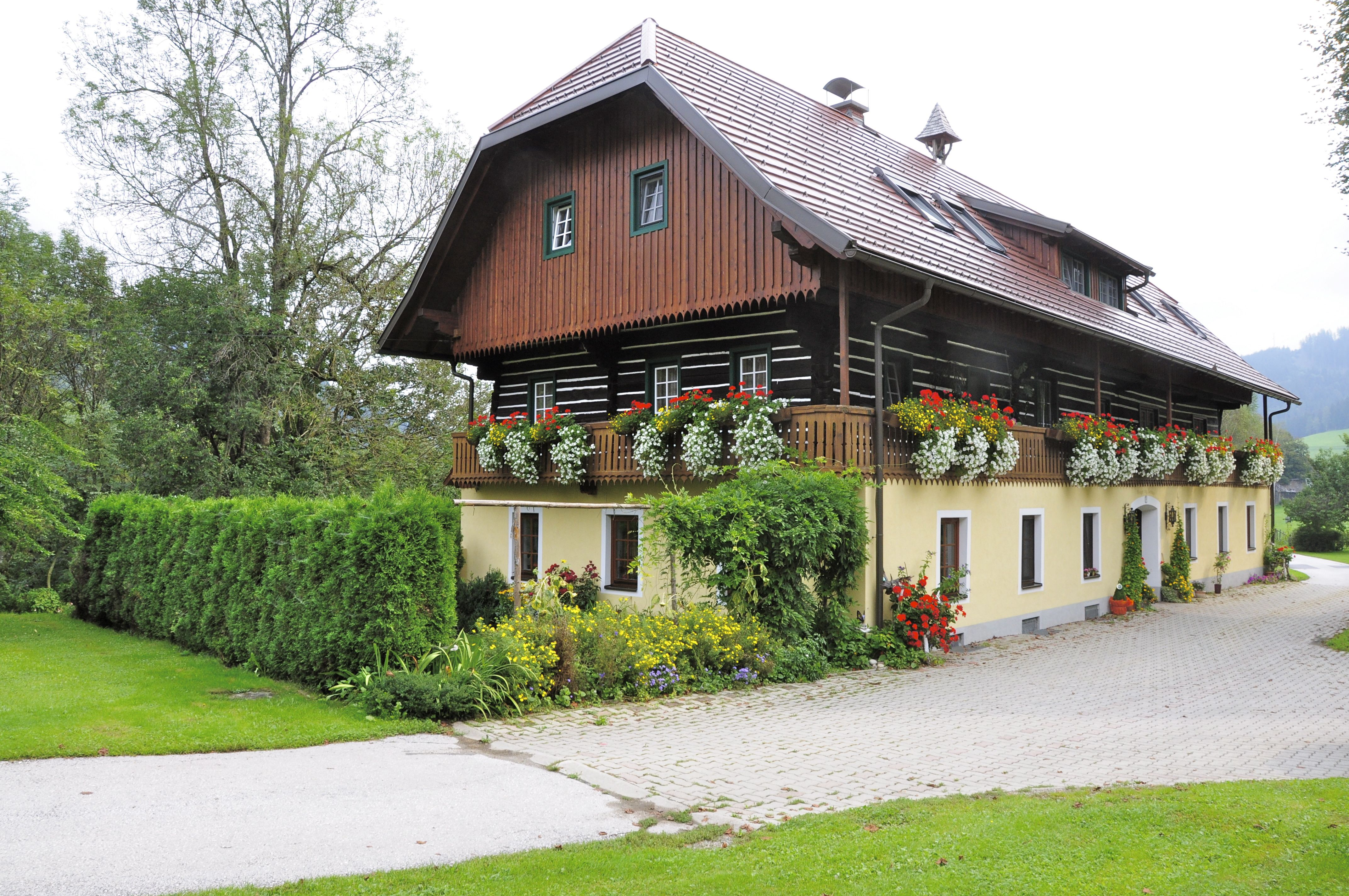
Reichenhaus Nr. 9 vulgo Zechner
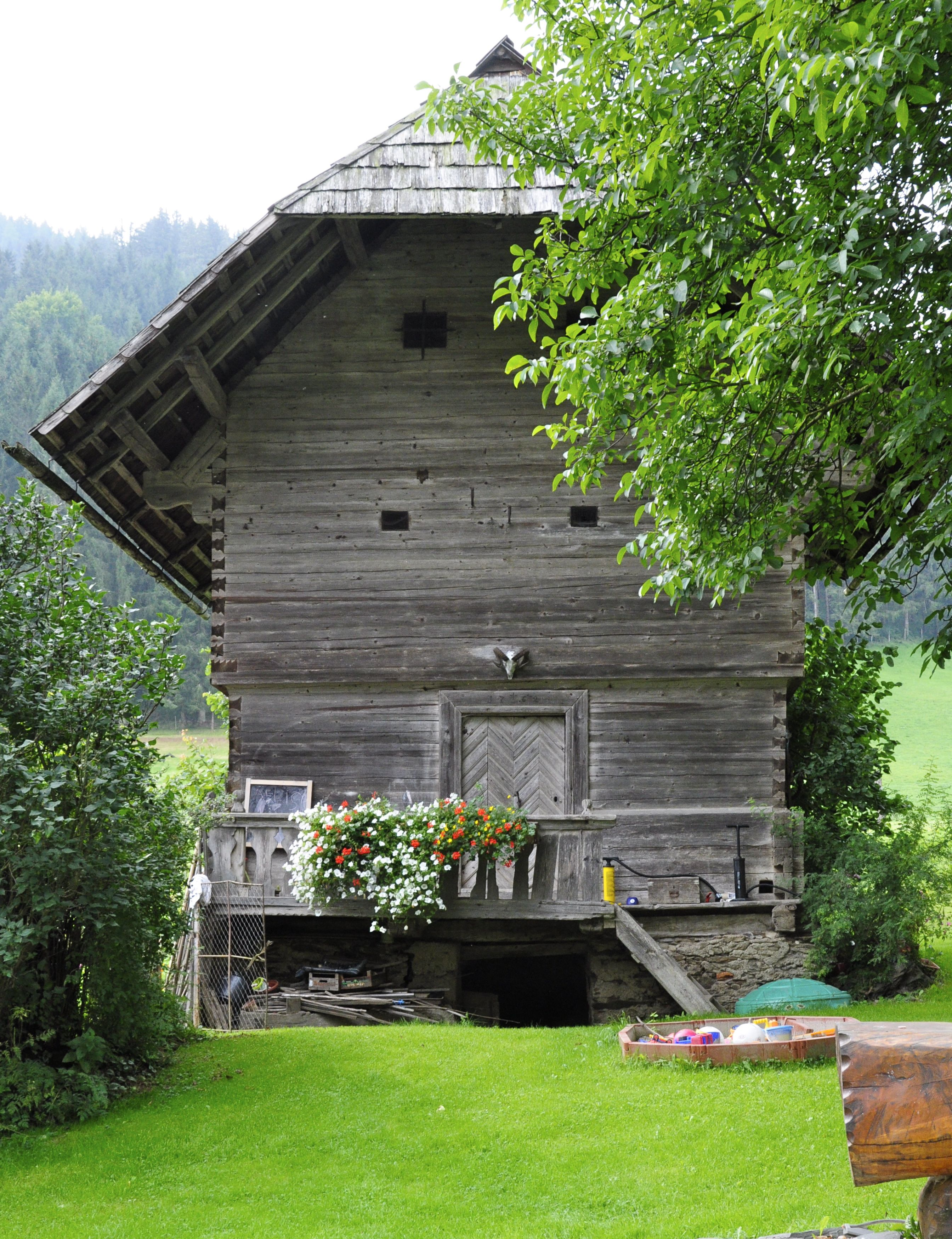
Getreidekasten beim vulgo Zechner
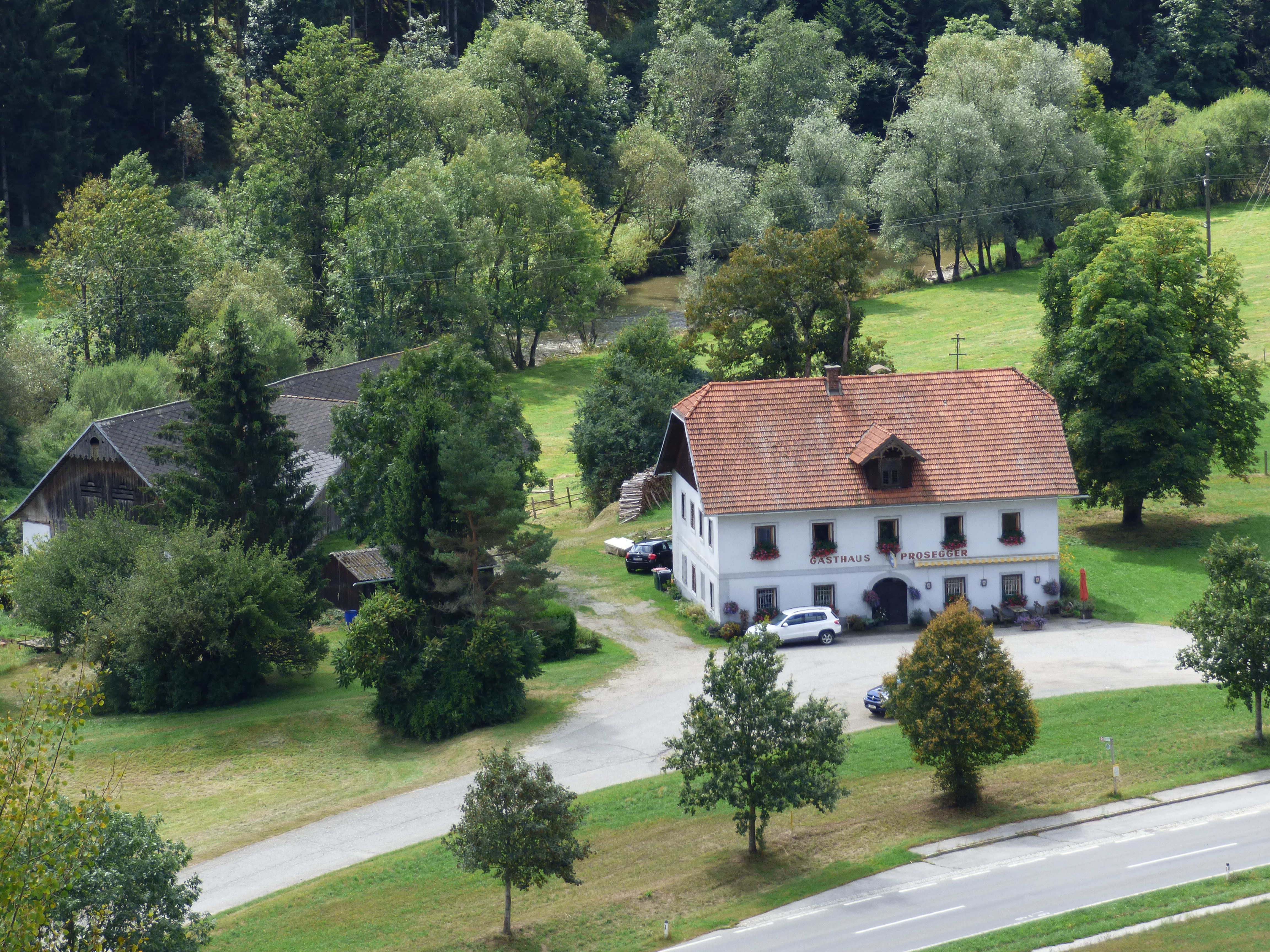
Reichenhaus Nr. 6 vulgo Prosegger